# وتیرین
وتیرین (به لاتین: Vattirayan) یک منطقهٔ مسکونی در سری‌لانکا است که در استان شمالی (سری‌لانکا) واقع شده‌است.

## خصوصیات
وتیرین ۰ متر بالاتر از سطح دریا واقع شده‌است.